# Eaten Back to Life
Eaten Back to Life ist das Debütalbum der US-amerikanischen Death-Metal-Band Cannibal Corpse.

## Entstehungsgeschichte
Nach dem Zusammenschluss der Bands Tirant Sin und Beyond Death 1990 unter dem Namen Cannibal Corpse entstand das erste, selbstbetitelte Demo. 1990 konnte die Band einen Plattenvertrag mit Metal Blade Records abschließen und veröffentlichte im gleichen Jahr ihr Debütalbum. Alle fünf Lieder des Demos wurden in neu eingespielten Versionen verwendet, zusätzlich enthält das Album noch sechs weitere Lieder.

## Hintergrund
Das Album wurde im August 1995 von der Bundesprüfstelle für jugendgefährdende Schriften als jugendgefährdend indiziert und darf in Deutschland nur noch Erwachsenen angeboten und verkauft werden. In der Indizierungsentscheidung wurde angegeben, dass die CD „im wesentlichen aus der Beschreibung diverser Tötungs- und Leichenfledderungsszenen“ bestünde, welche „in allen Einzelheiten präsentiert werden“.
Das Cover des Albums zeigt unter anderem einen Zombie, der seine eigenen Innereien verspeist.
Als Gastsänger wirkten Francis Howard von Incubus (heute Opprobrium) auf Mangled und Glen Benton von Deicide bei Mangled und A Skull Full of Maggots mit.
Das Album widmete die Band Alfred Packer, einem wegen Kannibalismus verurteilten US-Amerikaner.

## Titelliste
1. Shredded Humans – 5:11
2. Edible Autopsy – 4:32
3. Put Them to Death – 1:50
4. Mangled – 4:29
5. Scattered Remains, Splattered Brains – 2:34
6. Born in a Casket – 3:20
7. Rotting Head – 2:26
8. Undead Will Feast – 2:49
9. Bloody Chunks – 1:53
10. A Skull Full of Maggots – 2:06
11. Buried in the Backyard – 5:11

### Bonustrack der neu gemasterten Version
1. Born in a Casket – 3:35 (Live)

## Texte
Die meisten der dargebotenen Lieder sind typische Splattertexte, die auf Horrorfilmen, aber auch realen Ereignissen beruhen.
- Shredded Humans handelt von einem absichtlich provozierten Autounfall, der eine fünfköpfige Familie das Leben kostet.
- Edible Autopsy beschreibt die Machenschaften eines psychisch gestörten Arztes.
- Put Them to Death ist ein Plädoyer für die Todesstrafe.
- Mangled und Scattered Remains, Splattered Brains beschreiben die Taten eines Serienmörders.
- Born in a Casket handelt von einem Nekrophilen.
- Rotting Head beschreibt den Verwesungsprozess eines Zombies.
- The Undead Will Feast handelt von der Verwandlung eines Menschen in einen Zombie.
- Bloody Chunks beschreibt in der Ich-Form wie eine Person eine Leiche findet und dann selbst zum Mörder wird.
- A Skull Full of Maggots handelt von Maden, die sich durch den Körper fressen.
- Buried in the Backyard handelt von einem Serienmörder, der seine Opfer in Zombies verwandelt.

## Belege
1. ↑  Entscheidung Nr. 4866 (V) vom 22. August 1995 bekanntgemacht im Bundesanzeiger Nr. 164 vom 31. August 1995
2. ↑  https://www.schnittberichte.com/svds.php?Page=IndexDocs&ID=2841&idid=1230